# Ruth Asawa
 (juillet 2025).
Si vous disposez d'ouvrages ou d'articles de référence ou si vous connaissez des sites web de qualité traitant du thème abordé ici, merci de compléter l'article en donnant les références utiles à sa vérifiabilité et en les liant à la section « Notes et références ».
En pratique : Quelles sources sont attendues ? Comment ajouter mes sources ?
Pour les articles homonymes, voir Asawa.
Ruth Asawa, née le 24 janvier 1926 à Norwalk en Californie et morte le 6 août 2013 à San Francisco, est une sculptrice nippo-américaine. Elle est la fondatrice de l'école publique supérieure d'enseignement artistique la Ruth Asawa San Francisco School of the Arts en 1982 et l'auteure de la Hyatt on Union Square Fountain, bâtie en 1973 à San Francisco.

## Biographie

### Jeunesse et formation
Elle naît à Norwalk, communauté agricole au sud de la Californie, quatrième d'une famille de sept enfants. Ses parents ayant quitté le Japon, gagnent leur vie comme maraîchers, supportant des conditions de vie inconfortables. En ce temps-là, il est interdit aux immigrés japonais d'obtenir la nationalité américaine et de disposer de terres sur le sol californien. À ces contrariétés, s'ajoutent les difficultés économiques liées à la Grande Dépression de 1929.
La scolarité de Ruth révèle ses talents artistiques. Encouragée dans ses efforts par le corps enseignant, elle remporte un concours de dessin pour avoir représenté la statue de la Liberté en 1939. Le samedi, elle fréquente une école culturelle japonaise où elle apprend le japonais et étudie la calligraphie.
L'entrée en guerre du Japon contre les États-Unis au cours de la Seconde Guerre mondiale attise la méfiance et le ressenti négatif des Américains à l'égard des immigrés japonais. Après l'attaque de Pearl Harbor en 1941, le gouvernement fédéral décrète l'internement obligatoire des résidents d'origine japonaise de la Côte ouest. 
En 1942, âgée de 16 ans, Ruth est séparée de son père, arrêté par le FBI, qu'elle ne retrouvera que six ans plus tard, en 1948. Avec le reste de sa famille, elle loge d'abord dans les écuries de l'hippodrome de Santa Anita, où elle poursuit son étude du dessin auprès d'artistes internés. En septembre 1942, cinq mois après son arrivée, elle est emmenée avec sa famille dans un camp d'internement situé à Rohwer (en), en Arkansas.
Malgré les difficultés, Ruth achève sa scolarité et,avec l'appui d'une association[Laquelle ?] , elle obtient une bourse pour étudier au Wisconsin State College of Milwaukee (en). Elle ambitionne d'exercer comme professeur d'arts, mais la persistance d'à priori défavorables dus à ses origines l'empêche de décrocher son diplôme. Après un court séjour à Mexico avec sa sœur Lois, pour étudier l'espagnol et l'art mexicain, elle déménage en Caroline du Nord pour étudier au Black Mountain College. Pendant trois ans, de 1946 à 1949, elle reçoit l'enseignement de nombreux artistes comme le peintre Josef Albers avec qui elle fréquente le Tamarind Institute, où elle produit des lithographies, ou l'architecte Buckminster Fuller. Elle y rencontre aussi son futur mari, l'architecte Albert Lanier (1927-2008). De leur union, naissent six enfants.
Au cours de cette période d'études, elle apprend les techniques de crochetage des paniers, qu'elle applique plus tard dans ses travaux de sculptures métalliques. Les bases lui sont enseignées au cours d'un voyage au Mexique, effectué à Toluca en 1947. Le tissage du fil de fer galvanisé servant au transport des marchandises les plus fragiles lui inspire les formes qui composent la majorité de ses œuvres, pour lesquelles elle utilise également le fil de cuivre, de laiton et d'aluminium, galvanisé et oxydé. Elle crée ainsi des sculptures destinées à être accrochées en suspension.

### Carrière
En 1949, Ruth et son fiancé Albert quittent la Caroline du Nord pour San Francisco, où ils s'établissent et se marient contre l'avis de leurs familles respectives. À partir de 1953, elle commence à exposer ses œuvres, peintures, dessins et sculptures. Les expositions annuelles s'enchaînent, comme au Whitney Museum of American Art à New York et à la Biennale de São Paulo en 1955. Mais ses plus remarquables expositions rétrospectives en solo se tiennent au Musée d'Art moderne de San Francisco en 1973, au Fresno Art Museum (en) à Fresno en 1978 et 2001, au Musée de la Californie à Oakland en 2002 et au Japanese American National Museum (en) à Los Angeles en 2007.
Au cours des années 1960, Ruth est sollicitée pour réaliser de l'art public. Ses plus fameuses sculptures sont Andrea, la sirène de la fontaine de Ghirardelli Square (1966), la Hyatt on Union Square Fountain (1973), les fontaines du Centre commercial Buchanan (1976) et la sculpture commémorant l'internement des nippo-américains à San José (1994).
Désireuse d'enseigner, Ruth fonde en 1968 avec des parents d'élèves l'Alvarado Arts Workshop, un atelier de création qu'elle dirige, invitant des artistes à venir travailler avec ses élèves. Elle professe une philosophie d'enseignement basée sur son expérience personnelle : la créativité des enfants et leur capacité à résoudre les problèmes sont développées par la pratique de l'art et du jardinage. La même année, elle est nommée pour un mandat de quatre ans à la Commission des Arts de la ville de San Francisco (SFAC) par le maire Joseph Alioto. En 1974, elle est membre de la Commission du président Jimmy Carter ayant pour thématique "Le rôle des Arts", puis du Conseil des arts de Californie en 1976. Enfin, elle est pendant huit ans fiduciaire des Musées des Beaux-arts de San Francisco.
En 1982, elle fonde une école publique d'arts, School of the Arts, à proximité des grands centres culturels de la ville de San Francisco, comme le Musée d'Art moderne de San Francisco , le San Francisco Opera et la Bibliothèque publique de San Francisco. En 2010, l'établissement d'enseignement secondaire School of the Arts High School in San Francisco (« L'établissement d'enseignement secondaire, l'École des Arts, de San Francisco ») est renommé Ruth Asawa San Francisco School of the Arts (en).

### Vie privée
Elle meurt à San Francisco le 6 août 2013 à 87 ans.

## Œuvres (liste partielle)
- Andrea, la sirène de la fontaine du Ghirardelli Square (1966)
- The Hyatt on Union Square Fountain (1973)
- The Buchanan Mall (nihonmachi) Fountains (1976)
- Aurora, la fontaine inspirée de l'origami sur le front de mer de San Francisco(1986)
- Le mémorial de l'internement des nippo-américains à San-José (1994)

### Galerie

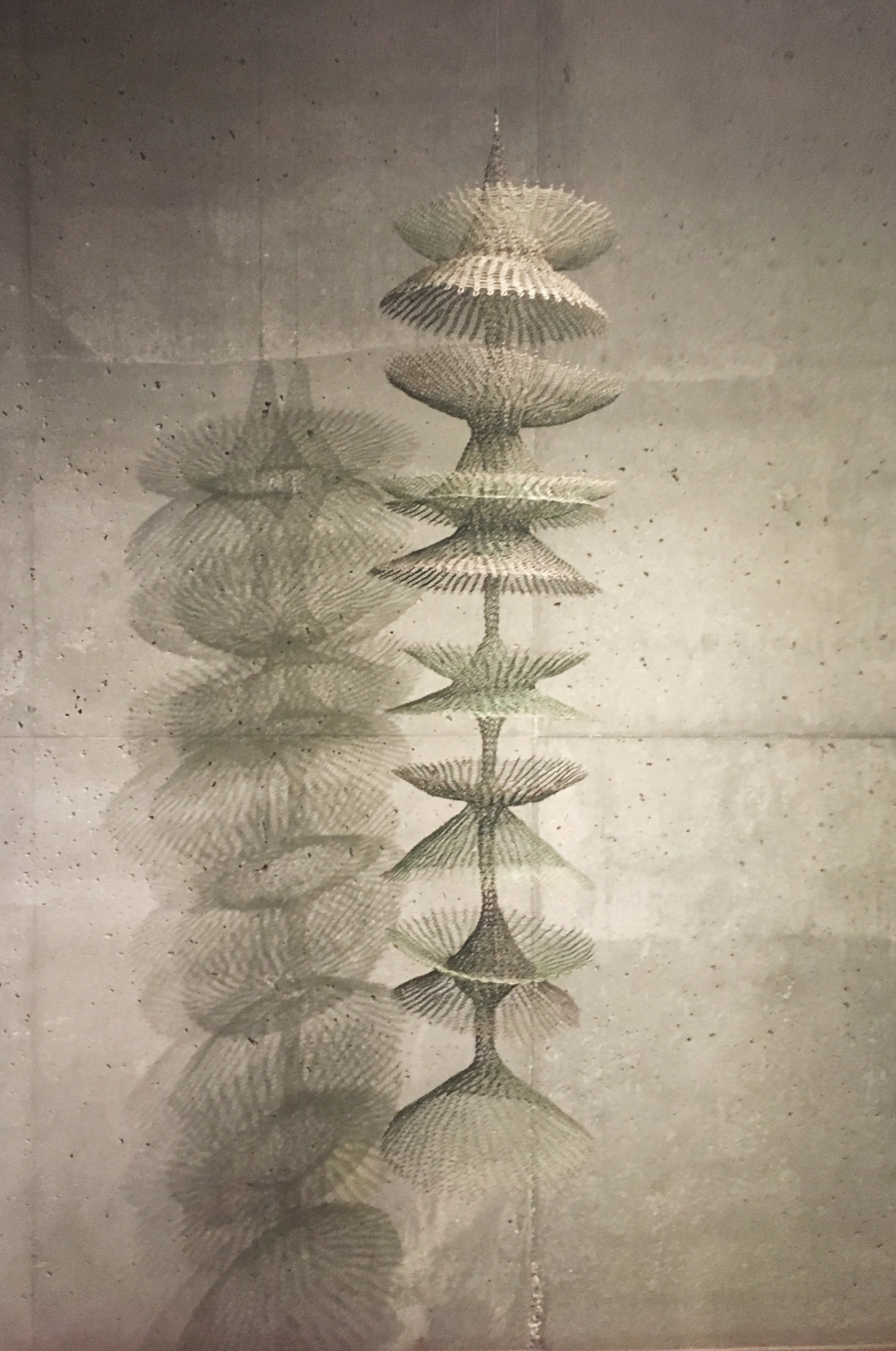
Sans titre (De Young Museum).
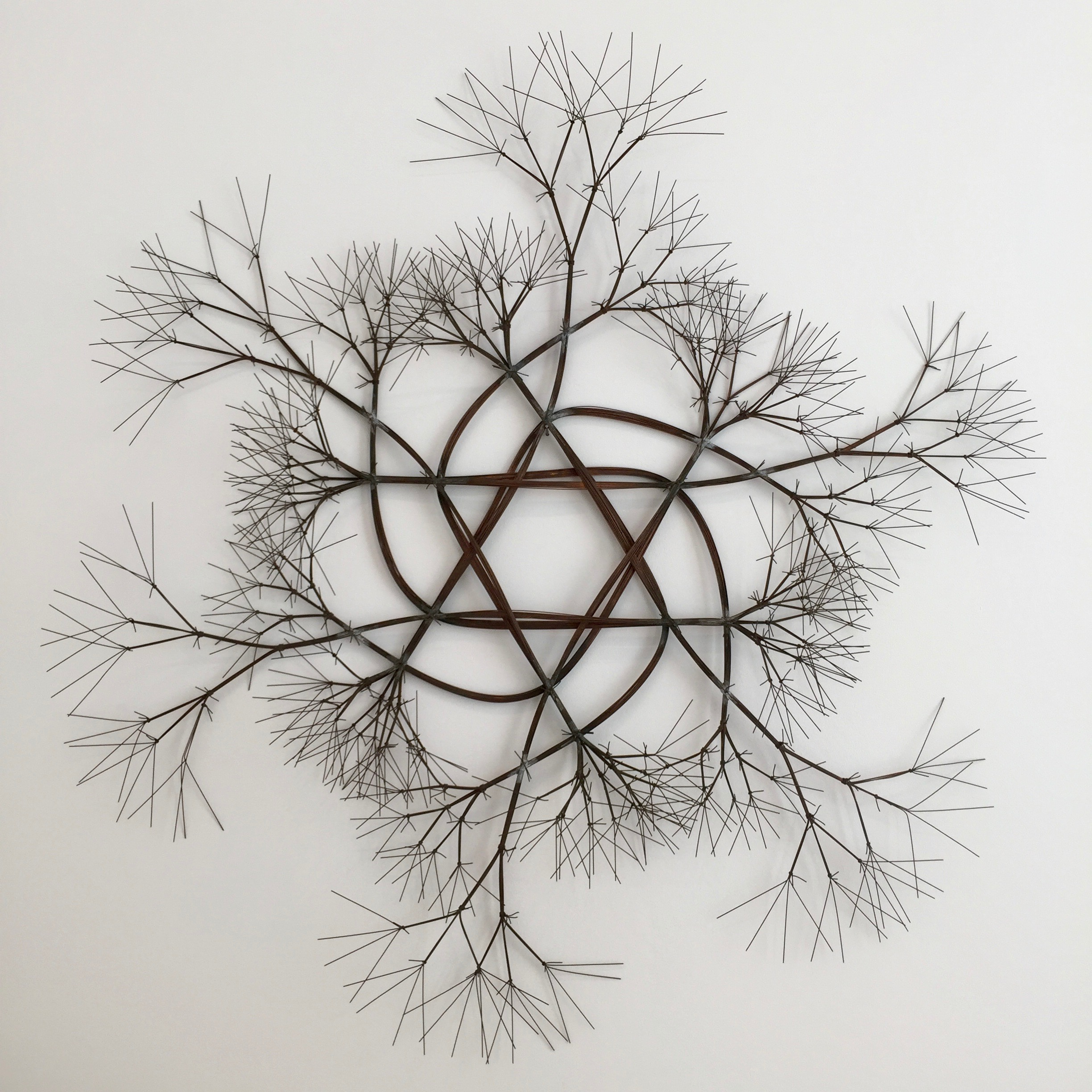
Sans titre, 1967.
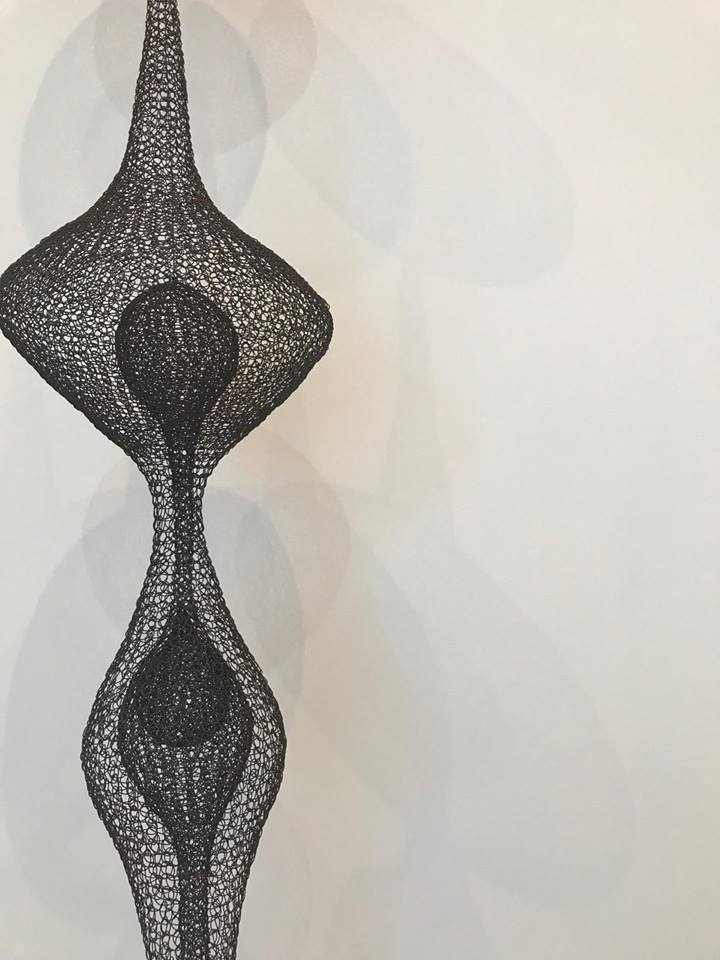
Sans titre.

## Film
1978 : Ruth Asawa: On Forms and Growth. Pacific Palisades, cA: Masters and Masterworks Production.

## Hommage
Le 14 novembre 2024, un cratère de Mercure est nommé Asawa en son honneur.

## Pour en savoir plus